# Chaenusa dolsi
Chaenusa dolsi är en stekelart som först beskrevs av Docavo Alberti 1965.  Chaenusa dolsi ingår i släktet Chaenusa och familjen bracksteklar. Inga underarter finns listade i Catalogue of Life.